# Catocyclotis aemulius
Catocyclotis aemulius is een vlindersoort uit de familie van de prachtvlinders (Riodinidae), onderfamilie Riodininae.
Catocyclotis aemulius werd in 1793 beschreven door Fabricius.